# Grand Prix automobile d'Écosse
Le Grand Prix automobile d'Écosse est un Grand Prix de Formule 1 disputé le 21 juillet 1951 sur l'aéroport de Winfield (en). L'épreuve faisait partie des courses hors-championnat du monde.

## Classement de la course
| Pos. | n° | Pilote                     | Voiture          | Tours | Temps/Abandon     | Grille |
| ---- | -- | -------------------------- | ---------------- | ----- | ----------------- | ------ |
| 1    | 9  | Philip Fotheringham-Parker | Maserati 4CLT/48 | 50    | 1 h 19 min 27 s 0 | 2      |
| 2    | 23 | Gillie Tyrer               | BMW 328          | 50    | + 7 s 4           | 6      |
| 3    | 5  | Ian Stewart                | Jaguar XK120     | 48    | +2 tours          | 10     |
| 4    | 27 | Rob Dickson                | Healey           | 48    | +2 tours          | 5      |
| NC   | 16 | John Vaugh                 | Jaguar XK120     | 44    | +6 tours          | 8      |
| Abd. | 3  | David Murray               | Maserati 4CLT/48 | 40    | Pompe à essence   | 4      |
| Abd. | 1  | Bill Skelly                | Lea-Francis      | ?     | -                 | 9      |
| Abd. | 83 | Joe Kelly                  | Alta             | 14    | Boîte de vitesses | 3      |
| Abd. | 11 | Archie Butterworth         | AJB-Steyr        | 13    | Moteur            | 7      |
| Abd. | 10 | Reg Parnell                | Maserati 4CLT/48 | 0     | Transmission      | 1      |